# Kassam Stadium

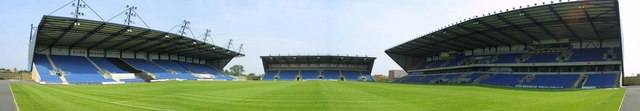
Kassam Stadium.

Kassam Stadium är en fotbollsarena i Oxford i England. Den kan ta 12 500 åskådare och är hemmaarena för Oxford United. Arenan är döpt efter dess ägare och klubbens före detta ordförande, Firoz Kassam.
Arenan invigdes den 4 augusti 2001 med en vänskapsmatch mellan Oxford United och Crystal Palace (Oxford vann på straffar efter att matchen slutat 1–1).